# Карасау
Карасау (італ. Pane carasau, «хліб карасау») — традиційні хлібці на італійському острові Сардинії.
Ці хлібці також називають карта музіка («нотний папір»), адже вони такі тоненькі, що схожі на пергамент.
Історично такий хліб випікався для пастухів, адже він був сухим і хрустким і його можна було зберігати місяцями.
Випічка хлібців карасау є цілим ритуалом. Для їх випікання відводять окремий день. З тіста розкачують дуже тонкі паляниці і господиня випікає їх на розпечених каменях. Коли паляниці стають пухкими і злегка підрум'янюються, їх виймають, розрізають вздовж на два круга (їх називають пане фреза або «порізаний хліб»), а потім допікають у печі таким чином, щоб хлібці стали коричневими. 
Такий хліб зберігається тривалий час і називається «пане карасау», тобто «розтрісканий хліб».